# Dipsas schunkii
Espèce
Statut de conservation UICN

 DD  : Données insuffisantes
Synonymes
- Leptognathus schunkii Boulenger, 1908

Dipsas schunkii  est une espèce de serpents de la famille des Dipsadidae.

## Répartition
Cette espèce est endémique du Pérou.

## Description
L'holotype de Dipsas schunkii mesure 920 mm dont 240 mm pour la queue.

## Étymologie
Son nom d'espèce lui a été donné en l'honneur de Carlos Schunke qui a collecté les premiers spécimens.

## Publication originale
- Boulenger, 1908 : Descriptions of new South-American reptiles. Annals and magazine of natural history, sér. 8, vol. 1, p. 111-115 (texte intégral).